# Гислер, Геррит
Геррит Фредерик Хендрик Гислер (нидерл. Gerrit Frederik Hendrik Gischler; 19 февраля 1915, Амстердам — 8 апреля 1994, там же) — нидерландский футболист, игравший на позициях правого полузащитника и правого полусреднего нападающего, выступал за амстердамский «Аякс».

## Спортивная карьера
В возрасте девятнадцати лет Геррит дебютировал за футбольный клуб «Аякс». Первую игру в чемпионате Нидерландов провёл 3 марта 1934 года против клуба ЗФК, выйдя на замену в начале второго тайма вместо полузащитника Вима Андерисена — в гостях его команда уступила со счётом 4:2. В том сезоне он сыграл ещё в домашней игре против «Виллема II», который проходил в рамках дополнительного турнира за чемпионский титул. В начале сезона 1934/35 принял участие в одной встрече Кубка АРОЛ, а в чемпионате впервые в сезоне сыграл 7 октября 1934 года в гостевом матче с ВЮК. В следующий раз он появился в составе только 19 мая 1935 года во время товарищеского матча против английского клуба «Ислингтон Коринтианс». В июне 1935 года Гислер дважды сыграл в чемпионском турнире, по итогам которого его клуб занял третье место в чемпионате, а также был участником международного турнира в Брюсселе, который завершился победой «Аякса». 
В сезоне 1935/36 стал регулярно появляться на поле в стартовом составе на позиции правого полузащитника. В марте 1936 года был переведён в линию атаки — на позицию правого полусреднего нападающего. Свой первый гол в чемпионате забил 8 марта 1936 года во встрече с «Ксерксес», а в следующем туре отметился голом в ворота РКХ. 18 марта сыграл за вторую сборную Нидерландов против английской команды «Саутенд Юнайтед», выйдя на замену, а 28 марта провёл свой единственный матч за сборную Амстердама. В последнем туре первой западной группе чемпионата Гислер был вынужден покинуть поле уже на 24-й минуте, вместо него появился Ян Дистелбринк. Вскоре было объявлено, что Геррит пропустит чемпионский турнир из-за травмы колена — всего за сезон он сыграл 19 матчей и забил 2 гола. 
В последующие два сезона крайне редко попадал в состав и лишь в январе 1939 года вернулся в основной состав «Аякса» и выиграл с командой титул чемпиона страны в сезоне 1938/39. В дальнейшем играл за футбольную команду пивоваренной компании «Heineken», сотрудником которой он и являлся. В декабре 1942 года было объявлено, что Гислер вернётся в «Аякс». В общей сложности в «Аяксе» за десять сезонов он принял участие в 42 матчах чемпионата и забил 5 голов. В последний раз в составе «красно-белых» выходил на поле 12 октября 1947 года в матче с «Де Волевейккерсом», заменив во втором тайме Кеса Волферса.

## Личная жизнь
Геррит родился в феврале 1915 года в Амстердаме. Отец — Геррит Фредерик Хендрик Гислер, мать — Клаше Велдман, оба родителя были родом из Амстердама. Помимо него, в семье было ещё двое детей: дочь Гесина Фредерика и сын Германнюс.
Женился в возрасте двадцати шести лет — его супругой стала 23-летняя Катарина Элизабет Дисберген, уроженка Амстердама. Их брак был зарегистрирован 3 сентября 1941 года в Амстердаме. В мае 1946 года в их семье родился сын по имени Том Адриан, а в августе 1951 года родилась дочь — Карла.
С марта 1934 года работал в административном отделе пивоваренной компании «Heineken». В январе 1952 года с женой и детьми отправился в Венесуэлу в город Каракас, где был назначен административным управляющим дочерней пивоварни «Heineken». В конце 1954 года с семьёй вернулся обратно в Амстердам. После возвращения стал сотрудником отдела общего экспорта. В декабре 1978 года покинул компанию, где в последнее время работал в отделе кадров, в общей сложной он проработал в «Heineken» 44 года. С марта 1980 года был на пенсии. Помимо футбола, играл в настольный и большой теннис.
Умер 8 апреля 1994 года в Амстердаме в возрасте 79 лет. Его вдова умерла в апреле 2011 года в возрасте 92 лет.

## Статистика по сезонам
| Клуб             | Сезон            | Чемпионат Нидерландов | Чемпионат Нидерландов | Кубок Нидерландов | Кубок Нидерландов | Итого | Итого |
| Клуб             | Сезон            | Игры                  | Голы                  | Игры              | Голы              | Игры  | Голы  |
| ---------------- | ---------------- | --------------------- | --------------------- | ----------------- | ----------------- | ----- | ----- |
| Аякс             | 1933/34          | 2                     | 0                     |                   |                   | 2     | 0     |
| Аякс             | 1934/35          | 3                     | 0                     | ?                 | ?                 | 3     | 0     |
| Аякс             | 1935/36          | 18                    | 2                     | 1                 | 0                 | 19    | 2     |
| Аякс             | 1936/37          | 1                     | 0                     |                   |                   | 1     | 0     |
| Аякс             | 1937/38          | 1                     | 0                     | 1+                | 0                 | 2     | 0     |
| Аякс             | 1938/39          | 9                     | 2                     |                   |                   | 9     | 2     |
| Аякс             | 1939/40          | 1                     | 0                     |                   |                   | 1     | 0     |
| Аякс             | 1943/44          | 2                     | 0                     | ?                 | ?                 | 2     | 0     |
| Аякс             | 1945/46          | 4                     | 1                     | ?                 | ?                 | 4     | 1     |
| Аякс             | 1945/46          | 1                     | 0                     |                   |                   | 1     | 0     |
| Всего за карьеру | Всего за карьеру | 42                    | 5                     | 2+                | 0                 | 44+   | 5+    |

## Достижения
- Чемпион Нидерландов (3): 1934/35, 1936/37, 1938/39